# Filmfare Awards (1965)
12-я церемония награждения Filmfare Awards прошла в 1965 году, в городе Бомбей. На ней были отмечены лучшие киноработы на хинди, вышедшие в прокат до конца 1964 года.

## Список лауреатов и номинантов

### Основные премии
| Категории                         | Фото лауреатов      | Лауреаты и номинанты                                                                                  | Фильмы                                                 | Роли                                                   |
| --------------------------------- | ------------------- | --- | ------------------------------------------------------ | ------------------------------------------------------ |
| Лучший фильм                      | Лучший фильм        | • «Дружба» (реж. Сатьен Бос, прод. Тарачанд Барджатья)                                                | • «Дружба» (реж. Сатьен Бос, прод. Тарачанд Барджатья) | • «Дружба» (реж. Сатьен Бос, прод. Тарачанд Барджатья) |
| Лучший фильм                      | Лучший фильм        | • «Сангам» (реж. и прод. Радж Капур)                                                                  |                                                        |                                                        |
| Лучший фильм                      | Лучший фильм        | • «Тысяча ночей на ложе из камня» / «Город и мечта» (реж. Ходжа Ахмад Аббас, прод. комп. Naya Sansar) |                                                        |                                                        |
| Лучшая режиссёрская работа        |                     | • Ходжа Ахмад Аббас                                                                                   | «Тысяча ночей на ложе из камня» / «Город и мечта»      | «Тысяча ночей на ложе из камня» / «Город и мечта»      |
| Лучшая режиссёрская работа        | • Радж Капур        | «Сангам»                                                                                              | «Сангам»                                               |                                                        |
| Лучшая режиссёрская работа        | • Сатьен Бос        | «Дружба»                                                                                              | «Дружба»                                               |                                                        |
| Лучшая мужская роль               |                     | • Дилип Кумар                                                                                         | «Заговор»                                              | Виджай Кханна                                          |
| Лучшая мужская роль               | • Раджендра Кумар   | «Эра любви»                                                                                           | Шьям                                                   |                                                        |
| Лучшая мужская роль               | • Радж Капур        | «Сангам»                                                                                              | лейтенант Сундар Кханна                                |                                                        |
| Лучшая женская роль               |                     | • Мала Синха                                                                                          | «Джаханара»                                            | Джаханара-бегум                                        |
| Лучшая женская роль               | • Садхана           | «Кто она такая?»                                                                                      | Сандхья                                                |                                                        |
| Лучшая женская роль               | • Виджаянтимала     | «Сангам»                                                                                              | Радха                                                  |                                                        |
| Лучшая мужская роль второго плана |                     | • Дхармендра                                                                                          | «Эра любви»                                            | Ранджит                                                |
| Лучшая мужская роль второго плана | • Нана Палсикар     | «Тысяча ночей на ложе из камня» / «Город и мечта»                                                     | Джонни                                                 |                                                        |
| Лучшая мужская роль второго плана | • Раджендра Кумар   | «Сангам»                                                                                              | Гопал                                                  |                                                        |
| Лучшая женская роль второго плана |                     | • Лалита Павар                                                                                        | «Kohra»                                                | Даи Маа                                                |
| Лучшая женская роль второго плана | • Нирупа Рой        | «Верность»                                                                                            | Шобха                                                  |                                                        |
| Лучшая женская роль второго плана | • Шашикала          | «Эра любви»                                                                                           | Рупа                                                   |                                                        |
| Лучший сюжет                      |                     | • Бани Бхатт                                                                                          | «Дружба»                                               | «Дружба»                                               |
| Лучший сюжет                      | • Ходжа Ахмад Аббас | «Тысяча ночей на ложе из камня» / «Город и мечта»                                                     | «Тысяча ночей на ложе из камня» / «Город и мечта»      |                                                        |
| Лучший сюжет                      | • Индер Радж Ананд  | «Сангам»                                                                                              | «Сангам»                                               |                                                        |

### Музыкальные премии
| Категории               | Фото лауреатов        | Лауреаты и номинанты | Фильмы                | Песни                 |
| ----------------------- | --------------------- | -------------------- | --------------------- | --------------------- |
| Лучшая музыка к песне   |                       | • Мадан Мохан        | «Кто она такая?»      | «Кто она такая?»      |
| Лучшая музыка к песне   | • Лаксмикант-Пьярелал | «Дружба»             | «Дружба»              |                       |
| Лучшая музыка к песне   | • Шанкар-Джайкишан    | «Сангам»             | «Сангам»              |                       |
| Лучшие слова к песне    |                       | • Маджрух Султанпури | «Дружба»              | «Chahunga Mein Tujhe» |
| Лучшие слова к песне    | • Шайлендра           | «Сангам»             | «Dost Dost Na Raha»   |                       |
| Лучшие слова к песне    | • Бхарат Вьяс         | «Святой Гьянешвар»   | «Jyot Se Jyot Jagate» |                       |
| Лучший закадровый вокал |                       | • Лата Мангешкар     | «Святой Гьянешвар»    | «Jyot Se Jyot Jagate» |
| Лучший закадровый вокал | • Мукеш               | «Сангам»             | «Dost Dost Na Raha»   |                       |
| Лучший закадровый вокал | • Мохаммед Рафи       | «Дружба»             | «Chahunga Mein Tujhe» |                       |

## Технические награды
| Категории                            | Лауреаты и номинанты                          | Фильмы           |
| ------------------------------------ | --------------------------------------------- | ---------------- |
| Лучший диалог                        | • Говинд Мунис                                | «Дружба»         |
| Лучший монтаж                        | • Радж Капур                                  | «Сангам»         |
| Лучшая операторская работа           | • К. Х. Кападия (чёрно-белое кино)            | «Кто она такая?» |
| Лучшая операторская работа           | • Кришнарао Ваширда (цветное кино)            | «Поэма в камне»  |
| Лучшая работа художника-постановщика | • Г. Л. Ядхав, Т. К. Десаи (чёрно-белое кино) | «Kohra»          |
| Лучшая работа художника-постановщика | • Сант Сингх (цветное кино)                   | «Джаханара»      |
| Лучший звук                          | • Аллауддин Хан Куреши                        | «Сангам»         |

## Наибольшее количество номинаций и побед
- Дружба – 6/7
- Сангам – 4/11